# Dicranomyia brevivena
Dicranomyia brevivena är en tvåvingeart. Dicranomyia brevivena ingår i släktet Dicranomyia och familjen småharkrankar.

## Underarter
Arten delas in i följande underarter:
- D. b. brevivena
- D. b. capra
- D. b. torrida